# Taiwan i olympiska sommarspelen 2004
Taiwan deltog i olympiska sommarspelen 2004 under namnet Kinesiska Taipei efter en namnkonflikt med Kina. Truppen bestod av 89 idrottare. Taiwan erövrade lika många medaljer som OS 2000 men med bättre valörer, bl a för första gången guld.

## Badminton
Herrsingel
- Chien Yu-Hsiu
  - Sextondelsfinal: Förlorade mot (6) Peter Gade från Danmark (6 - 15, 1 - 15)

Damsingel
- Cheng Shao-chieh - defeated in
  - Sextondelsfinal: Besegrade Ling Wan Ting från Hongkong (11 - 9, 11 - 8)
  - Åttondelsfinal: Besegrade (6) Jun Jae-Youn från Sydkorea (3 - 11, 11 - 6, 11 - 4)
  - Kvartsfinal: Förlorade mot (1) Gong Ruina från Kina (3 - 11, 3 - 11)

Damdubbel
- Cheng Wen-Hsing och Chien Yu-Chin
  - Sextondelsfinal: Besegrade Helen Nichol och Charmaine Reid från Kanada (15 - 0, 15 - 10)
  - Åttondelsfinal: Förlorade mot (4) Zhao Tingting och Wei Yili från Kina (15 - 13, 7 - 15, 5 - 15)

Mixeddubbel
- Tsai Chia-Hsin och Cheng Wen-Hsing
  - Sextondelsfinal: Besegrade Chris Dednam och Antoinette Uys från Sydafrika (15 - 3, 15 - 9)
  - Åttondelsfinal: Förlorade mot (2) Zhang Jun och Gao Ling från Kina (15 - 5, 15 - 2)

## Baseboll
I gruppspelet mötte alla lag varandra och de fyra bästa lagen (Japan, Kuba, Kanada och Australien) gick vidare. 
| Nation        | Segrar | Förluster | Tiebreaker |
| ------------- | ------ | --------- | ---------- |
| Japan         | 6      | 1         | 1-0        |
| Kuba          | 6      | 1         | 0-1        |
| Kanada        | 5      | 2         |            |
| Australien    | 4      | 3         |            |
| Taiwan        | 3      | 4         |            |
| Nederländerna | 2      | 5         |            |
| Grekland      | 1      | 6         | 1-0        |
| Italien       | 1      | 6         | 0-1        |

## Bordtennis
Herrsingel
- Chiang Peng-Lung (10)
  - Omgång 1: Bye
  - Omgång 2: Bye
  - Omgång 3: Besegrade Adrian Crisan från Rumänien (11 - 9, 11 - 5, 12 - 10, 2 - 11, 11 - 8)
  - Omgång 4: Förlorade mot (3) Ryu Seung-Min från Sydkorea (6 - 11, 6 - 11, 11 - 7, 11 - 8, 3 - 11, 11 - 6, 4 - 11)

- Chuang Chih-Yuan (5)
  - Omgång 1: Bye
  - Omgång 2: Bye
  - Omgång 3: Besegrade Peter Karlsson från Sverige (16 - 18, 11 - 6, 8 - 11, 11 - 7, 11 - 3, 11 - 8)
  - Omgång 4: Besegrade (13) Oh Sang-Eun från Sydkorea (12 - 10, 12 - 10, 6 - 11, 12 - 10, 9 - 11, 11 - 5)
  - Kvartsfinal: Förlorade mot (4) Wang Hao från Kina (11 - 5, 10 - 12, 11 - 9, 4 - 11, 6 - 11, 7 - 11)

Herrdubbel
- Chiang Peng-Lung och Chuang Chih-Yuan
  - Omgång 1: Bye
  - Omgång 2: Besegrade Mark Hazinski och Ilija Lupulesku från USA (14 - 12, 8 - 11, 13 - 11, 16 - 14, 11 - 9)
  - Omgång 3: Förlorade mot (8) Lucjan Blaszczyk och Tomasz Krzeszewski från Polen (11 - 7, 10 - 12, 11 - 8, 7 - 11, 7 - 11, 5 - 11)

Damsingel
- Huang I-Hua
  - Omgång 1: Besegrade Leila Boucetta från Algeriet (11 - 8, 11 - 3, 11 - 4, 11 - 8)
  - Omgång 2: Förlorade mot Wenling Tan Monfardini från Italien (2 - 11, 11 - 9, 9 - 11, 11 - 9, 11 - 13, 7 - 11)

Damdubbel
- Huang I-Hua och Lu Yun-Feng
  - Omgång 1: Bye
  - Omgång 2: Besegrade Nesrine Ben Kahia och Olfa Guenni från Tunisien (11 - 4, 11 - 4, 11 - 6, 11 - 4)
  - Omgång 3: Besegrade Tatyana Logatzkaya och Veronika Pavlovich från Vitryssland (10 - 12, 10 - 12, 11 - 7, 7 - 11, 14 - 12, 11 - 9, 11 - 7)
  - Omgång 4: Förlorade mot (1) Guo Yue och Niu Jianfeng från Kina (9 - 11, 4 - 11, 6 - 11, 2 - 11)

## Bågskytte
Herrarnas individuella
- Chen Szu-yuan
  - Rankningsomgång: 663 poäng (10:a totalt)
  - 1/32 Round: Defeated (55) Jeff Henckels från Luxemburg (136 - 132)
  - 1/16 Round: Defeated (42) Yavor Hristov från Bulgarienina (170 - 159)
  - Åttondelsfinal: Defeated (7) Balzhinima Tsyrempilov från Ryssland (169 - 161)
  - Kvartsfinal: Förlorade mot (31) Laurence Godfrey från Storbritannien (108 - 110) (7:e totalt)

- Liu Ming-huang
  - Rankningsomgång: 663 poäng (11:a totalt)
  - 32-delsfinal: Besegrade (54) Ken Uprichard från Nya Zeeland (148 - 145)
  - Sextondelsfinal: Förlorade mot (43) Vic Wunderle från USA (160 - 164) (26:e totalt)

- Wang Cheng-pang
  - Rankningsomgång: 659 poäng (18:a totalt)
  - 32-delsfinal: Besegrade (47) John Magera från USA (159 - 144)
  - Sextondelsfinal: Förlorade mot (15) Viktor Ruban från Ukraina (167 (8) - 167 (9)) (17:e totalt)

Herrarnas lagtävling
- Chen Szu Yuan, Liu Ming-huang och Wang Cheng-pang
  - Rankningsomgång (1985 poäng, 89 10s, 2:a totalt)
  - Åttondelsfinal: Bye
  - Kvartsfinal: Besegrade (7) Australien (250 - 247)
  - Semifinal: Besegrade (11) USA (250 - 247)
  - Final: Förlorade mot (1) Sydkorea (245 - 251) (Silver)

Damernas individuella
- Chen Li-Ju
  - Rankningsomgång: 617 poäng (45:a totalt)
  - 32-delsfinal: Förlorade mot (20) Sumangala Sharma från Indien (133 - 142) (50:a totalt)

- Wu Hui-ju
  - Rankningsomgång: 649 poäng (10:a totalt)
  - 32-delsfinal: Besegrade (55) Narguis Nabieva från Tadzjikistan (156 - 142)
  - Sextondelsfinal: Besegrade (23) Anja Hitzler från Tyskland (156 (9) - 156 (8))
  - Åttondelsfinal: Besegrade (7) Justyna Mospinek från Polen (160 - 151)
  - Kvartsfinal: Förlorade mot (2) Lee Sung-Jin från Sydkorea (103 - 104) (6:a totalt)

- Yuan Shu-chi
  - Rankningsomgång: 658 poäng (6:a totalt)
  - 32-delsfinal: Besegrade (59) Kateryna Palekha från Ukraina (162 - 158)
  - Sextondelsfinal: Besegrade (27) Małgorzata Sobieraj från Polen (158 - 149)
  - Åttondelsfinal: Besegrade (43) Reena Kumari från Indien (166 - 148)
  - Kvartsfinal: Besegrade (3) Yun Mi-Jin från Sydkorea (107 - 105)
  - Semifinal: Förlorade mot (2) Lee Sung-Jin från Sydkorea (98 - 104)
  - Bronsmatch: Förlorade mot (21) Alison Williamson från Storbritannien (104 - 105) (4:a totalt)

Damernas lagtävling
- Chen Li-Ju, Wu Hui-ju, och Yuan Shu-chi
  - Rankningsomgång: 1924 poäng (3:a totalt)
  - Åttondelsfinal: Besegrade (14) Japan (240 - 226)
  - Kvartsfinal: Besegrade (7) Tyskland (233 - 230)
  - Semifinal: Förlorade mot (2) Kina (226 - 230)
  - Bronsmatch: Besegrade (13) Frankrike (242 - 228) (Brons)

## Cykling
Bana
Herrarnas tempolopp
- Lin Chih-Hsun
  - 1:06.240 (16:a totalt)

## Friidrott
Herrarnas maraton
- Wu Wen-Chien
  - 2:23:54 (56:a totalt)

Damernas maraton
- Hsu Yu-Fang
  - 2:55:58 (57:a totalt)

## Judo
Damernas mellanvikt (-70 kg)
- Liu Shu-Yun
  - Sextondelsfinal: Bye
  - Åttondelsfinal: Besegrade Catherine Jacques från Belgien (Ushiro-kesa-gatame; w'ari ippon - 4:17)

Damernas tungvikt (+78 kg)
- Lee Hsiao-Hung - besegrades i sextondelsfinalen 
  - Återkval sextondelsfinal: Besegrade Erdene-Ochir Dolgormaa från Mongoliet (Ushiro-kesa-gatame; yuko)

## Rodd
Herrar
| Idrottare     | Gren          | Heat    | Heat      | Återkval | Återkval  | Semifinal | Semifinal | Final   | Final     | Final |
| Idrottare     | Gren          | Tid     | Placering | Tid      | Placering | Tid       | Placering | Tid     | Placering |       |
| ------------- | ------------- | ------- | --------- | -------- | --------- | --------- | --------- | ------- | --------- | ----- |
| Wang Ming-hui | Singelsculler | 7:28,16 | 3 R       | 7:09,99  | 3 SD/E    | 7:14,79   | 4 FE      | 7:07,84 | 25        |       |

Damer
| Idrottare       | Gren          | Heat    | Heat      | Återkval | Återkval  | Semifinal | Semifinal | Final   | Final     | Final |
| Idrottare       | Gren          | Tid     | Placering | Tid      | Placering | Tid       | Placering | Tid     | Placering |       |
| --------------- | ------------- | ------- | --------- | -------- | --------- | --------- | --------- | ------- | --------- | ----- |
| Chiang Chien-ju | Singelsculler | 8:15,86 | 6 R       | 7:48,36  | 3 SC/D    | 8:05,71   | 2 FC      | 7:49,13 | 17        |       |

## Softboll
| Lag              | Spelade | Vinster | Förloster | RF | RA | Pct   |
| ---------------- | ------- | ------- | --------- | -- | -- | ----- |
| USA              | 7       | 7       | 0         | 41 | 0  | 1,000 |
| Australien       | 7       | 6       | 1         | 22 | 14 | 0,857 |
| Japan            | 7       | 4       | 3         | 17 | 8  | 0,571 |
| Kina             | 7       | 3       | 4         | 15 | 20 | 0,429 |
| Kanada           | 7       | 3       | 4         | 6  | 14 | 0,429 |
| Kinesiska Taipei | 7       | 2       | 5         | 3  | 13 | 0,286 |
| Grekland         | 7       | 2       | 5         | 6  | 24 | 0,286 |
| Italien          | 7       | 1       | 6         | 8  | 24 | 0,143 |

## Taekwondo
| Idrottare         | Gren             | Åttondelsfinaler     | Kvartsfinaler               | Semifinaer            | Återkval             | Bronsmatch           | Final                | Final            |
| Idrottare         | Gren             | Motståndare Resultat | Motståndare Resultat        | Motståndare Resultat  | Motståndare Resultat | Motståndare Resultat | Motståndare Resultat | Placering        |
| ----------------- | ---------------- | -------------------- | --------------------------- | --------------------- | -------------------- | -------------------- | -------------------- | ---------------- |
| Chu Mu-yen        | Herrarnas −58 kg | Tlish (LBA) W RSC    | Ramos (ESP) W 9–1           | Bayoumi (EGY) W 5–4   | Bye                  | Bye                  | Salazar (MEX) W 5–1  | 1                |
| Huang Chih-hsiung | Herrarnas −68 kg | Hussein (EGY) W 8–1  | Çalışkan (AUT) W 10–8       | Sagastume (GUA) W 7–5 | Bye                  | Bye                  | Saei (IRI) L 3–4     | 2                |
| Chen Shih-hsin    | Damernas −49 kg  | Baidya (NEP) W 4–0   | Mora (COL) W 1–0            | Gonda (CAN) W 3–2     | Bye                  | Bye                  | Labrada (CUB) W 5–4  | 1                |
| Chi Shu-ju        | Damernas −57 kg  | Essawy (EGY) W 8–0   | Sukkhongdumnoen (THA) L 1–2 | Gick inte vidare      | Gick inte vidare     | Gick inte vidare     | Gick inte vidare     | Gick inte vidare |

## Tennis
| Spelare     | Gren       | Omgång 1                  | Omgång 2          | Åttondelsfinaler  | Kvartsfinaler     | Semifinaler       | Final / BM        | Final / BM       |
| Spelare     | Gren       | Motståndare Poäng         | Motståndare Poäng | Motståndare Poäng | Motståndare Poäng | Motståndare Poäng | Motståndare Poäng | Placering        |
| ----------- | ---------- | ------------------------- | ----------------- | ----------------- | ----------------- | ----------------- | ----------------- | ---------------- |
| Lu Yen-hsun | Herrsingel | Nieminen (FIN) L 3–6, 3–6 | Gick inte vidare  | Gick inte vidare  | Gick inte vidare  | Gick inte vidare  | Gick inte vidare  | Gick inte vidare |